# Bài thánh ca buồn
"Bài thánh ca buồn" là một ca khúc về giáng sinh nổi tiếng ở Việt Nam, do nhạc sĩ Nguyễn Vũ sáng tác. "Bài thánh ca buồn" được nhạc sĩ viết trong hai giờ đồng hồ, vào tháng 10 năm 1972, vừa ra mắt thì lập tức nó đã được hãng đĩa Sơn Ca mua độc quyền và ca sĩ Thái Châu là người đầu tiên thể hiện vào băng Sơn Ca 3. Mặc dù trong tên có chữ "thánh ca" nhưng thực chất đây là một bài hát nhạc trữ tình, không phải thánh ca.

## Hoàn cảnh sáng tác
Nhạc sĩ Nguyễn Vũ sinh năm 1944 tại Hà Nội nhưng ông lại sinh trưởng ở Đà Lạt. Ông kể lại hoàn cảnh sáng tác "Bài thánh ca buồn" như sau: "Thuở ấy, tôi là một cậu bé 14 tuổi, ngày ngày đi lễ ở nhà thờ Con Gà (Đà Lạt), sở dĩ tôi "chịu khó" đi lễ bởi vì phát hiện ra một cô gái rất xinh và ngoan đạo, mỗi ngày vẫn ngang qua ngõ nhà tôi để đến nhà thờ. Trái tim vụng dại của thằng con trai mới lớn đập loạn nhịp trước bóng hình thiếu nữ tóc xõa vai mềm bềnh bồng trong gió cao nguyên".
Cô gái mà người nhạc sĩ này "để ý" thực tế lớn hơn ông hai tuổi. Một lần tan Lễ Giáng sinh thì trời đổ mưa, cô gái nép vội vào mái hiên một ngôi nhà trú mưa, người nhạc sĩ cũng trú tạm bên cạnh. Hòa lẫn trong tiếng mưa là giai điệu của bản Thánh ca Đêm thánh vô cùng vẳng ra từ một ngôi nhà gần đấy. Những kỉ niệm và xúc cảm trong lần ấy khiến ông nhớ mãi, và là nguồn cảm xúc để ông viết "Bài thánh ca buồn" sau này.

## Nhầm lời nhạc
Nhạc sĩ Nguyễn Vũ cho biết phần ca từ thường bị ca sĩ hát sai như sau: “Rồi một chiều áo trắng phai màu, em qua cầu xác pháo theo sau”, nhưng chính xác phải là “Rồi một chiều áo trắng thay màu, em qua cầu xác pháo theo sau”. Ông giải thích rằng: “Áo trắng thay màu có nghĩa chiếc áo trắng thơ ngây của cô nữ sinh ngày nào giờ đổi thay sang một màu áo nào khác, có thể là màu áo cưới”. Và chỗ sai khác: “Rồi những đêm thánh đường đón Noel”, nhưng chính xác phải là “Rồi những đêm thế trần đón Noel” vì dụng ý của ông cho biết lễ Noel từ lâu đã không còn là một lễ hội tôn giáo dành riêng người theo đạo nữa mà đã trở thành một lễ hội chung của mọi người, mọi quốc gia, mọi sắc tộc, mọi tầng lớp xã hội.